# Burgmaier
Die Burgmaier-Gruppe ist ein Hersteller von Präzisionsdrehteilen für die Automobilindustrie. Nach eigenen Angaben werden ca. 200 Millionen Präzisionsdrehteile im Jahr hergestellt. Das Unternehmen verfügt über vier Standorte, Allmendingen und Laupheim in Deutschland, Faulquemont in Frankreich und Banská Bystrica in der Slowakei. Der Firmensitz ist im baden-württembergischen Allmendingen im Alb-Donau-Kreis.

## Geschichte
Das Unternehmen wurde 1931 von Hugo Burgmaier in Schmiechen gegründet. Im Jahr 1958 fand die Verlagerung der Produktion nach Allmendingen statt. Im Jahr 1996 wurde ein Zweigwerk in Faulquemont errichtet. 2004 folgten die Werke Laupheim und Banská Bystrica.
In der Nacht vom 6. auf den 7. Februar 2023 kam es am Standort Allmendingen zu einem Großbrand, bei dem die Produktion und das Verwaltungsgebäude zerstört wurden. Die Polizei schätzt den entstandenen Schaden auf über 200 Millionen Euro, 250 Mitarbeiter haben dadurch bis auf weiteres keinen Arbeitsplatz mehr am Standort. Das Unternehmen möchte weiterhin am Standort Allmendingen bleiben. Nach dem Brand sind 170 der 250 Mitarbeiter am Standort freigestellt, wobei eine Betriebsunterbrechungsversicherung die Zahlung ihre Löhne und Gehälter übernimmt.

## Produkte
Die Präzisionsteile finden Anwendung in Lenkungen, Bremsen, Sensoren, Benzin- und Dieseleinspritzungen sowie in Getrieben und im Fahrwerk.
Als Hersteller von einbaufertigen Präzisionsdrehteilen und Baugruppen ist Burgmaier weltweit tätig.
Die Produkte werden hauptsächlich in der Automobilbranche verwendet.